# Cochlear

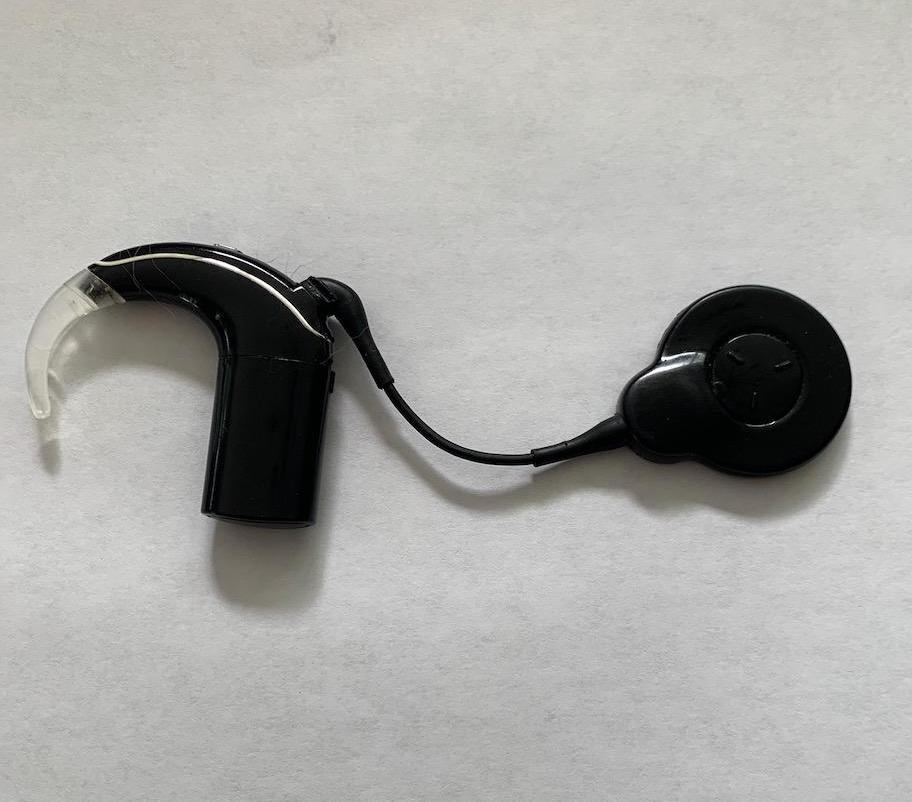
2017 Nucleus 7

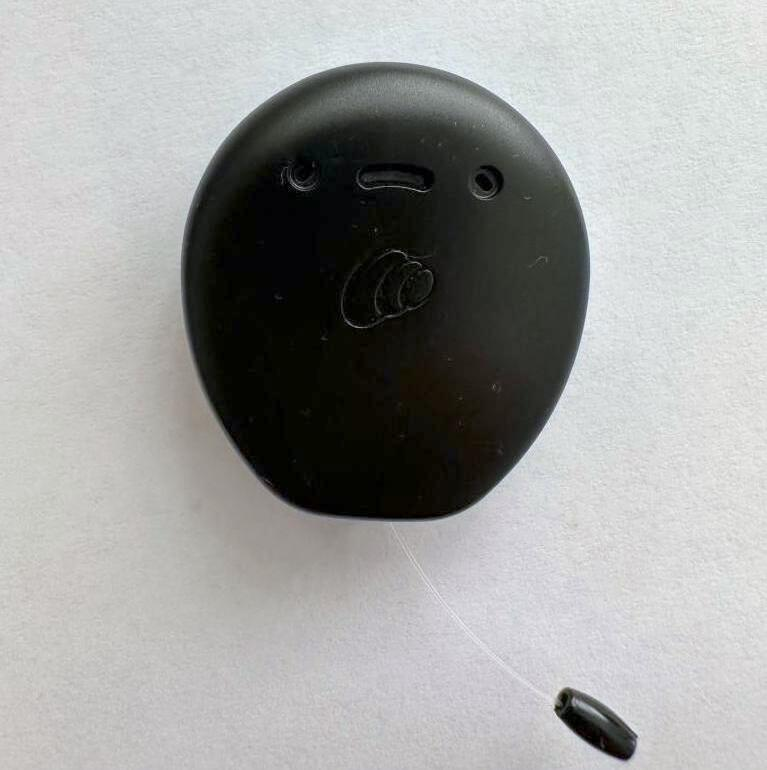
2020 Kanso 2

Cochlear – australijski producent implantów ślimakowych Nucleus i kostnych Baha. W 2007 roku firma zatrudniała 1655 osób.

## Historia
- 1978 – pierwszy doświadczalny wielokanałowy implant ślimakowy. Stymuluje różne miejsca w ślimaku w celu uzyskania transmisji wysokich tonów, ważnych dla rozumienia dźwięków mowy.

- 1982 – pierwszy na świecie 22-kanałowy implant ślimakowy. Skonstruowany w celu bezpośredniej stymulacji nerwu słuchowego

- 1985 – pierwszy system zatwierdzony przez amerykańską Agencję Żywności i Leków do stosowania u osób dorosłych. Przed wydaniem atestu przez ten urząd muszą zostać spełnione surowe standardy bezpieczeństwa i przepisy formalne, celem zapewnienia najwyższej jakości wykonania.

- 1990 – pierwszy system zatwierdzony przez Agencję Żywności i Leków do stosowania u dzieci. Implant ślimakowy Nucleus firmy Cochlear uzyskał jej atest dopuszczający do stosowania zarówno u dorosłych jak i dzieci, stając się najbardziej rozpowszechnionym tam systemem.

- 1997 – pierwszy implant Nucleus 24. Pierwszy implant odporny na diagnostykę obrazową, wykorzystującą zjawisko rezonansu magnetycznego. Pierwszy implant umożliwiający dokonywanie obiektywnych pomiarów reakcji nerwu słuchowego na stymulację elektryczną.

- 1998 – pierwszy wielokanałowy zauszny procesor mowy. Procesor mowy noszony za uchem pozwala uniknąć długich kabli i niewygodnych akcesoriów, zapewniając pacjentom swobodę ruchów.

- 1999 – pierwszy nieinwazyjny test odpowiedzi nerwu słuchowego na stymulację w 22 oddzielnych miejscach wewnątrz ślimaka – Nucleus – NRTNucleus. Pierwszy implant wyposażony w dopasowujący się do kształtu ślimaka 22-kanałowy nośnik elektrod. Wyłącznym przedstawicielem firmy Cochlear w Polsce została firma Medicus.

- 2000 – pierwszy i jedyny implant ślimakowy wprowadzony na rynek, zawierający wielomodułowy nośnik elektrod Nucleus 24 Contour, który amerykańska Agencja Żywności i Leków zatwierdziła do stosowania już u dwumiesięcznych niemowląt. Służy on do ochrony delikatnej struktury ślimaka, co ma fundamentalne znaczenie dla zachowania istniejących funkcji słuchowych. 30 tys. osób dorosłych i dzieci korzysta z implantów ślimakowych Nucleus.

- 2002 – zauszne procesory mowy Esprit 3G (trzecia generacja), wyposażone w algorytm Whisper Setting i wbudowaną cewkę telefoniczną. Łatwa rozmowa przez telefon dzięki możliwości błyskawicznego przełączania bez niewygodnych kabli.

- 2005 – udoskonalony system implantu ślimakowego Nucleus Freedom - wykorzystującego innowacyjną technologię SmartSound. Procesor mowy Nucleus Freedom został zaprojektowany na bycie odpornym na krople wody oraz na nadmierne pocenie się skóry.

- 2007 – pomniejszona wersja Nucleusa Freedom, czyli zminiaturyzowany produkt Babyworn, skierowany do najmłodszych pacjentów, dotychczasowych użytkowników systemu Nucleus Freedom. Możliwość oddzielenia sterownika zausznego od procesora mowy i noszenia go na ubraniu dzięki czemu część zauszna jest dużo lżejsza oraz dużo mniejsza. Dzięki takiemu rozwiązaniu dziecko ma znacznie wyższy komfort oraz bezpieczeństwo noszenia.